# Tibenham
Tibenham är en ort och civil parish i Storbritannien.   Den ligger i grevskapet Norfolk och riksdelen England, i den sydöstra delen av landet, 140 km nordost om huvudstaden London. Tibenham ligger 45 meter över havet och antalet invånare är 453.
Terrängen runt Tibenham är mycket platt. Runt Tibenham är det ganska tätbefolkat, med 124 invånare per kvadratkilometer. Närmaste större samhälle är Long Stratton, 6,7 km öster om Tibenham. Trakten runt Tibenham består till största delen av jordbruksmark.